# Montgermont
Pour les articles homonymes, voir Montgermont (homonymie).
Montgermont est une commune française située dans le département d'Ille-et-Vilaine en région Bretagne, peuplée de 3 777 habitants.

## Géographie
Le bourg de Montgermont est situé sur l'axe Rennes-Saint-Malo à environ 5 km au nord du centre de Rennes.
La commune de Montgermont, la 25e plus petite du département en superficie (467 ha), est située sur un plateau d'une cinquantaine de mètres d'altitude, le point culminant (61 m) se situant à la limite de la commune sur la route de La Chapelle-des-Fougeretz. Ce plateau est entaillé par les vallées des deux ruisseaux du Petit et Grand Marais d'Olivet, séparés par une croupe sur laquelle le bourg est construit.
L'élément essentiel des paysages de Montgermont est constitué par ces deux larges vallées dont le fond marécageux constitue un facteur écologique d'un grand intérêt. La vallée du ruisseau du Grand Marais d'Olivet, en particulier, offre des sites écologiques, au plan de la flore, d'un intérêt départemental, voire régional, et à ce titre elle est inscrite au patrimoine écologique à protéger.

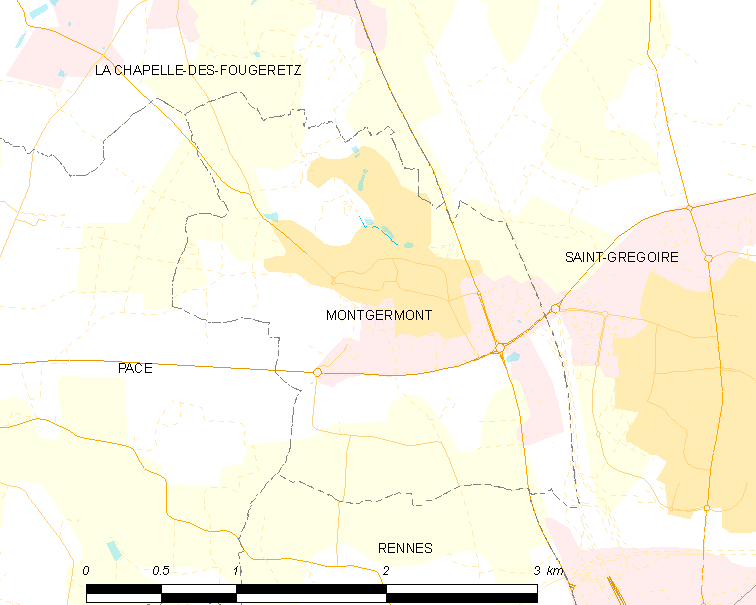
Les communes limitrophes sont La Chapelle-des-Fougeretz, Saint-Grégoire, Rennes et Pacé.

### Transports
La commune est desservie par les lignes suburbaines de bus 52 et 68 du réseau STAR de Rennes Métropole.
Bien que la ligne 68 traverse aussi la zone d'activité de Cap Malo, au nord de la Chapelle-des-Fougeretz, elle n'en dessert aucun arrêt car la zone est en fait située essentiellement à Montgerval sur la commune de La Mézière, et à Melesse (ces deux communes ne sont pas membres de la communauté d'agglomération rennaise comme l'est Gévezé qui est bien desservi). Elle dessert en revanche la zone d'activité de Bersandières à La Chapelle-des-Fougeretz qui est à quelques minutes à pied de Cap Malo qui est desservi depuis Rennes par les bus quotidiens affrétés par le département et dont les premiers arrêts sont à La Mézière et Gévezé (hors du réseau STAR si ces bus y participent sur quelques liaison partagées avec les lignes 52 ou 68).

### Hydrographie
Pour un article plus général, voir Réseau hydrographique d'Ille-et-Vilaine.
La commune est située dans le bassin Loire-Bretagne. Elle est drainée par le ruisseau du Moulin d'olivet,.

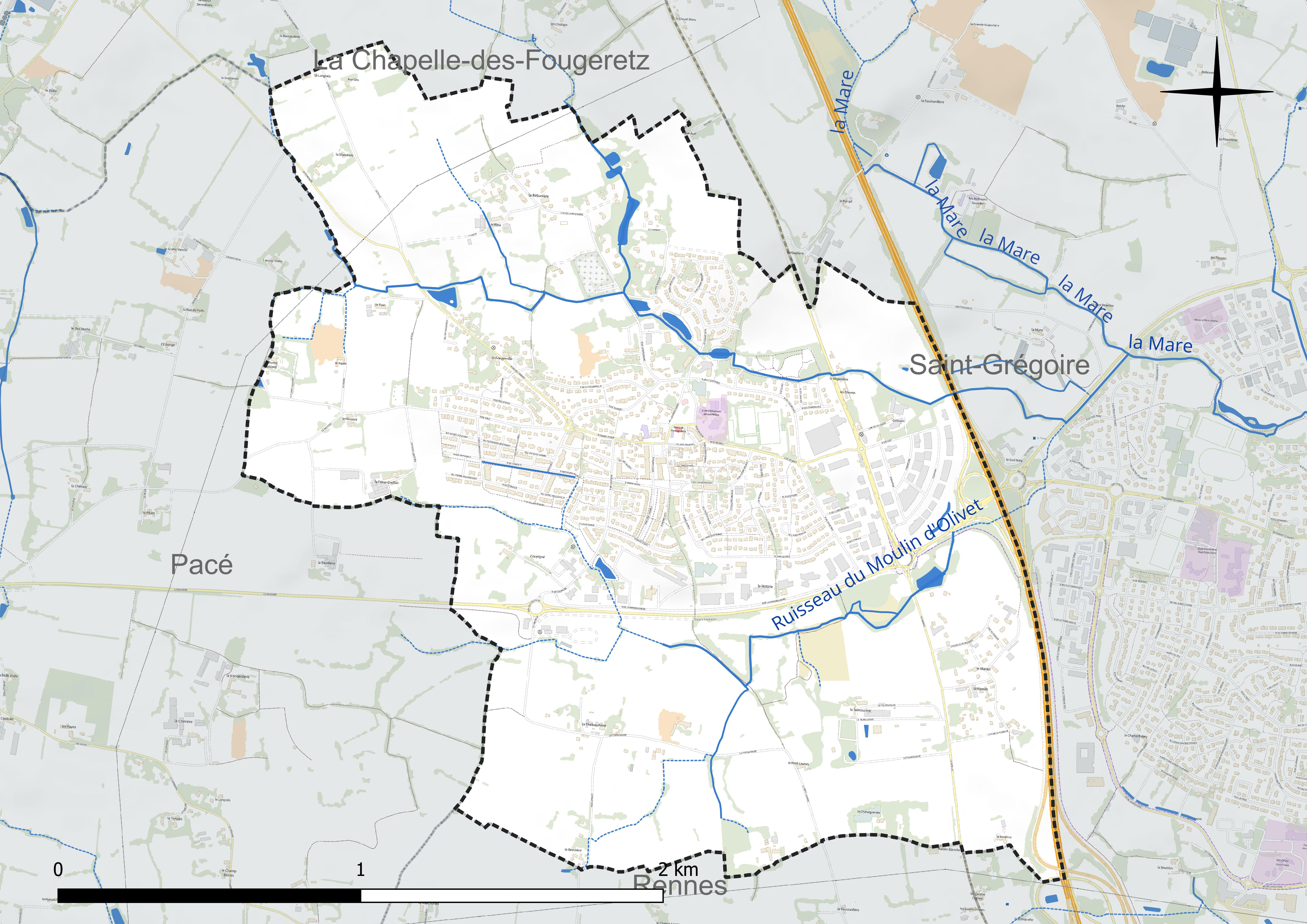
Réseau hydrographique de Montgermont.

### Climat
Pour des articles plus généraux, voir Climat de la Bretagne et Climat d'Ille-et-Vilaine.
En 2010, le climat de la commune est de type climat océanique altéré, selon une étude du CNRS s'appuyant sur une série de données couvrant la période 1971-2000. En 2020, Météo-France publie une typologie des climats de la France métropolitaine dans laquelle la commune est exposée à un climat océanique et est dans la région climatique  Bretagne orientale et méridionale, Pays nantais, Vendée, caractérisée par une faible pluviométrie en été et une bonne insolation. Parallèlement l'observatoire de l'environnement en Bretagne publie en 2020 un zonage climatique de la région Bretagne, s'appuyant sur des données de Météo-France de 2009. La commune est, selon ce zonage, dans la zone « Sud Est », avec des étés relativement chauds et ensoleillés.  
Pour la période 1971-2000, la température annuelle moyenne est de 11,5 °C, avec une amplitude thermique annuelle de 12,7 °C. Le cumul annuel moyen de précipitations est de 710 mm, avec 11,8 jours de précipitations en janvier et 6,5 jours en juillet. Pour la période 1991-2020, la température moyenne annuelle observée sur la station météorologique la plus proche, située sur la commune du Rheu à 8 km à vol d'oiseau, est de 12,2 °C et le cumul annuel moyen de précipitations est de 720,4 mm,. Pour l'avenir, les paramètres climatiques de la commune estimés pour 2050 selon différents scénarios d'émission de gaz à effet de serre sont consultables sur un site dédié publié par Météo-France en novembre 2022.

## Urbanisme

### Typologie
Au 1er janvier 2024, Montgermont est catégorisée ceinture urbaine, selon la nouvelle grille communale de densité à sept niveaux définie par l'Insee en 2022.
Elle appartient à l'unité urbaine de Rennes, une agglomération intra-départementale regroupant 16  communes, dont elle est une commune de la banlieue,,. Par ailleurs la commune fait partie de l'aire d'attraction de Rennes, dont elle est une commune de la couronne,. Cette aire, qui regroupe 183 communes, est catégorisée dans les aires de 700 000 habitants ou plus (hors Paris),.

### Occupation des sols
L'occupation des sols de la commune, telle qu'elle ressort de la base de données européenne d'occupation biophysique des sols Corine Land Cover (CLC), est marquée par l'importance des territoires agricoles (62,2 % en 2018), en diminution par rapport à 1990 (74,5 %). La répartition détaillée en 2018 est la suivante : 
terres arables (32,4 %), zones agricoles hétérogènes (20,6 %), zones industrielles ou commerciales et réseaux de communication (19,9 %), zones urbanisées (18 %), prairies (9,2 %). L'évolution de l'occupation des sols de la commune et de ses infrastructures peut être observée sur les différentes représentations cartographiques du territoire : la carte de Cassini (XVIIIe siècle), la carte d'état-major (1820-1866) et les cartes ou photos aériennes de l'IGN pour la période actuelle (1950 à aujourd'hui).

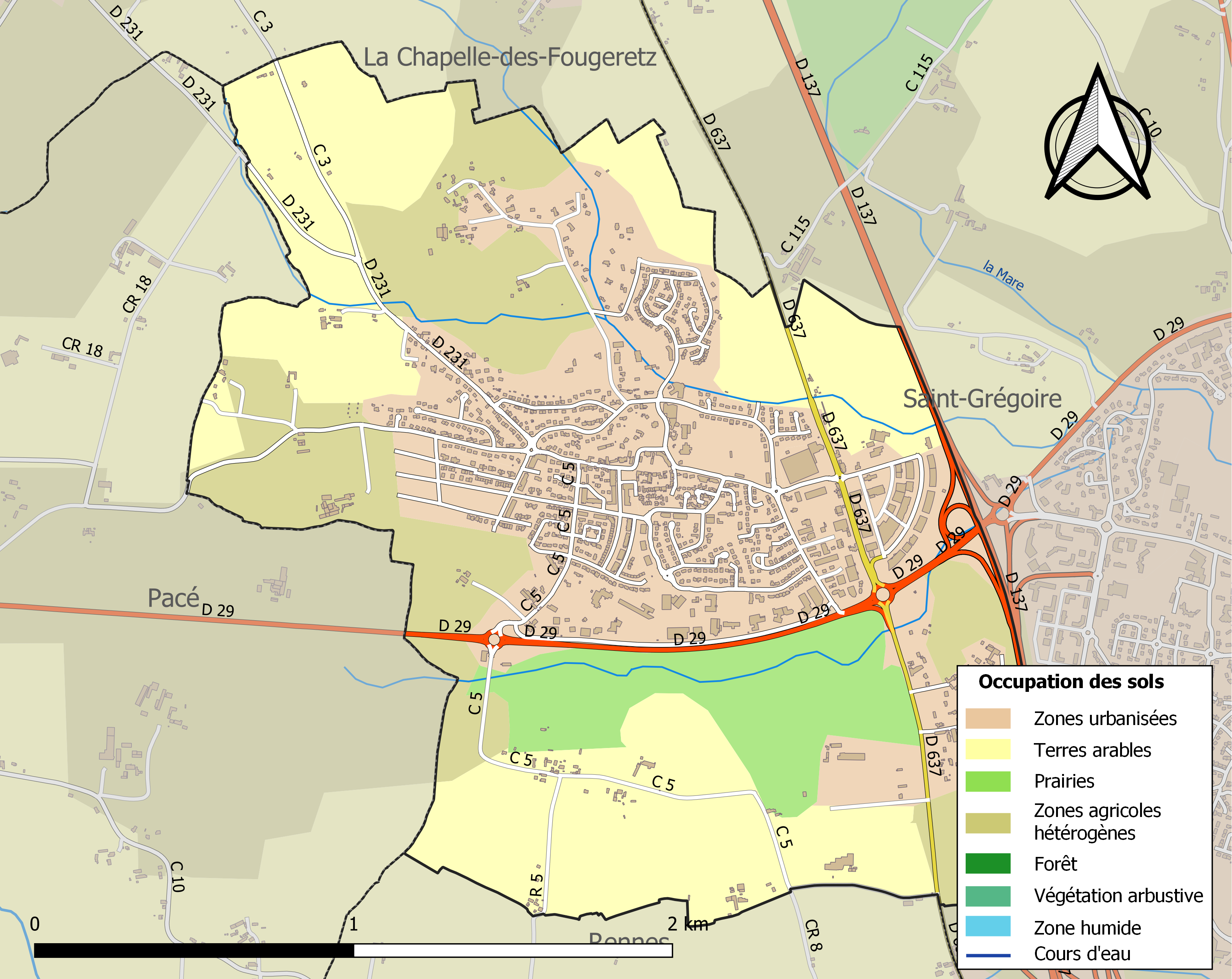
Carte des infrastructures et de l'occupation des sols de la commune en 2018 (CLC).

### Logement
Le tableau ci-dessous présente une comparaison de quelques indicateurs chiffrés du logement pour Montgermont et l'ensemble de l'Ille-et-Vilaine en 2017,.
|                                                                  | Montgermont | Ille-et-Vilaine |
| ---------------------------------------------------------------- | ----------- | --------------- |
| Parc immobilier total (en nombre d'habitations)                  | 1 580       | 546 440         |
| Part des résidences principales (en %)                           | 95,7        | 86,2            |
| Part des résidences secondaires et logements occasionnels (en %) | 1,2         | 6,9             |
| Part des logements vacants (en %)                                | 3,1         | 6,9             |
| Part des ménages propriétaires de leur logement (en %)           | 63,3        | 59,8            |

### Morphologie urbaine
Montgermont dispose d'un plan local d'urbanisme intercommunal approuvé par délibération du conseil métropolitain du 19 décembre 2019. Il divise l'espace des 43 communes de Rennes Métropole en zones urbaines, agricoles ou naturelles.

## Toponymie
Le nom de la commune est attesté sous les formes Capella de Montgermont en 1158, parochia de Montegermondi en 1294.
La commune tire son nom de sa motte castrale, communément dénommée le mont ou la butte. Cette motte castrale est aujourd'hui un jardin après avoir été longtemps un terrain de jeu pour les enfants de la commune. Elle est située à proximité de l'église communale.
Le gentilé est Montgermontais.
Le nom de la commune en breton est Menezgervant. Le gentilé en breton est Menezgervantad (Menezgarvantiz), Menezgervantadez (-ed)[réf. nécessaire] ; Cependant le breton n'a jamais été parlé dans le pays de Rennes qui se trouve en dehors de l'aire traditionnelle de diffusion de la langue bretonne.

## Héraldique
Les armoiries qui illustrent certains panneaux indicateurs des rues (et qui étaient utilisées comme ancien logo de la commune jusqu'en 2006), sont celles de la famille Raoul de Montgermont. Cette branche s'est éteinte au XVe siècle.
| Blason | Blasonnement : Losangé d'or et de gueules, à la fasce d'azur frettée d'argent. |

Sur le blason actuel de la commune de Montgermont figure la lettre M représentant la motte féodale et le clocher de l'église.

## Politique et administration

### Rattachements administratifs et électoraux

#### Circonscriptions de rattachement
Montgermont appartient à l'arrondissement de Rennes et au canton de Betton depuis sa création en 1991. Avant cette date, la commune a appartenu aux cantons suivants : Rennes-Nord-Est (1833-1973), Rennes-IV (1973-1985) et Rennes-Nord (1985-1991).
Pour l'élection des députés, la commune fait partie de la deuxième circonscription d'Ille-et-Vilaine, représentée depuis juin 2017 par Laurence Maillart-Méhaignerie (RE). Sous le Second Empire, elle appartenait à la circonscription de Rennes, sous la IIIe République à la première circonscription de Rennes et de 1958 à 1986 à la 1re circonscription d'Ille-et-Vilaine (Rennes-Nord).

#### Intercommunalité
La commune appartient à Rennes Métropole depuis sa création le 9 juillet 1970. Montgermont faisait alors partie des 27 communes fondatrices du District urbain de l'agglomération rennaise qui a pris sa dénomination actuelle le 1er janvier 2000. Par ailleurs, elle est membre du Syrenor (Syndicat de recherche et d'études du Nord-Ouest de Rennes), établissement public de coopération intercommunale créé en 1999, regroupant les communes de Clayes, La Chapelle-des-Fougeretz, Gévezé, Pacé, Parthenay-de-Bretagne, Saint-Gilles et Vezin-le-Coquet.
Enfin, Montgermont fait partie du Pays de Rennes.

#### Institutions judiciaires
Sur le plan des institutions judiciaires, la commune relève du tribunal judiciaire (qui a remplacé le tribunal d'instance et le tribunal de grande instance le 1er janvier 2020), du tribunal pour enfants, du conseil de prud'hommes, du tribunal de commerce, de la cour d'appel et du tribunal administratif de Rennes et de la cour administrative d'appel de Nantes.

### Administration municipale
Le nombre d'habitants au dernier recensement étant compris entre 2 500 et 3 499, le nombre de membres du conseil municipal est de 23.
Conseil municipal actuel
Les 23 sièges composant le conseil municipal ont été pourvus le 15 mars 2020 lors du premier tour de scrutin. Actuellement, il est réparti comme suit :
Montgermont fait partie des communes membres de Rennes Métropole où aucune opposition n'est présente au conseil municipal.

## Lieux et monuments

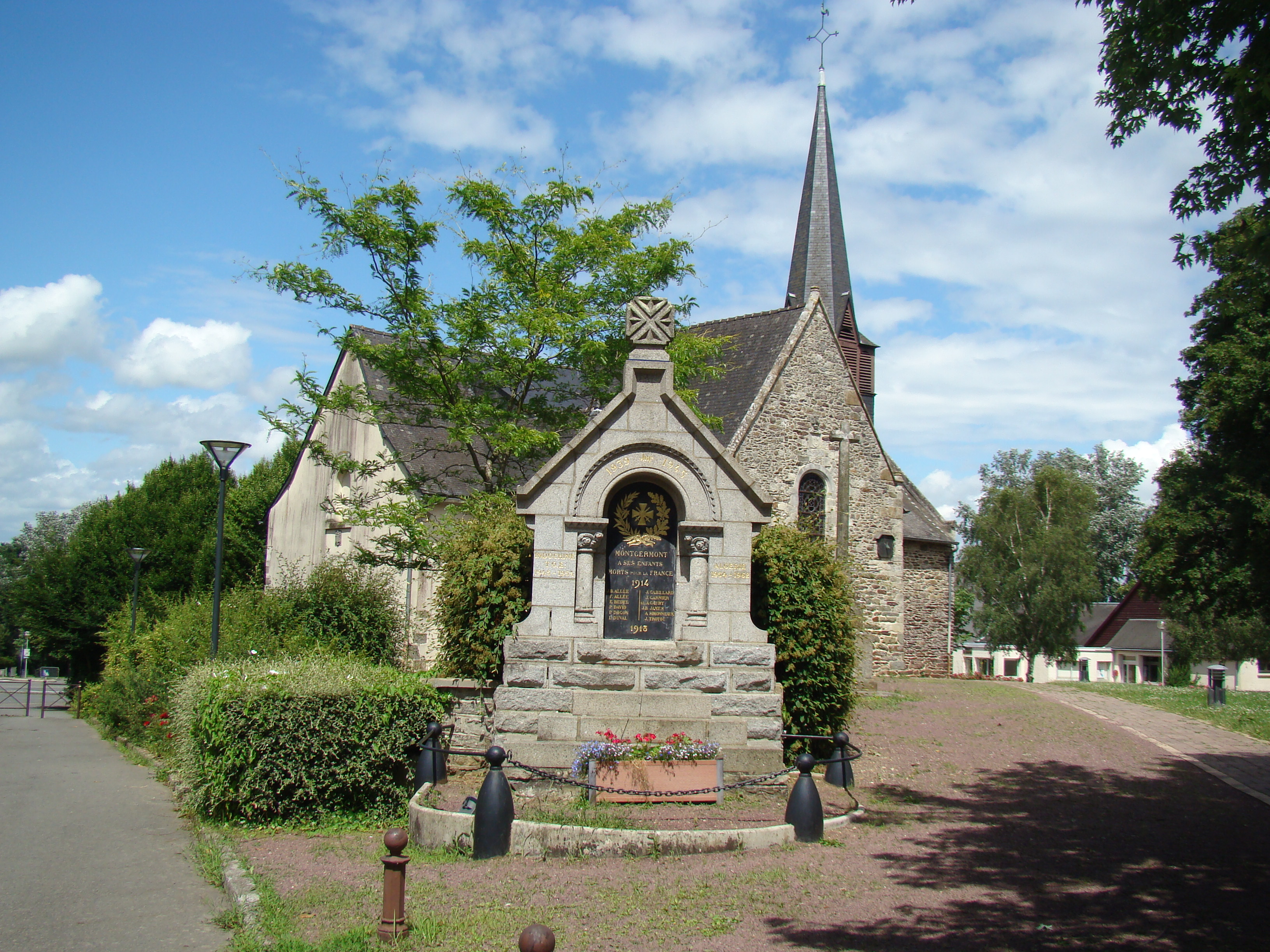
Le monument aux morts devant l'église.

### Liste des maires
| Période     | Période              | Identité            | Étiquette | Qualité                                                                             |
| ----------- | -------------------- | ------------------- | --------- | ----------------------------------------------------------------------------------- |
| 1790        | 1793                 | Jean-Marie Aubrée   |           |                                                                                     |
| 1793        | 1797                 | Léonard Penard      |           |                                                                                     |
| 1797        | 1798                 | Jean-Marie Aubrée   |           |                                                                                     |
| 1798        | 1826                 | Joseph Lebreton     |           |                                                                                     |
| 1826        | 1834                 | Gabriel Jamet       |           |                                                                                     |
| 1834        | 1848                 | Charles Leguesdron  |           |                                                                                     |
| 1848        | 1868                 | Jean-Marie Aubrée   |           |                                                                                     |
| 1868        | 1878                 | Jean-Marie Aubrée   |           |                                                                                     |
| 1878        | 1895                 | Jean-Marie Lebrun   |           | Cultivateur                                                                         |
| 1895        | 1912                 | Jean-Pierre Louazel |           | Cultivateur                                                                         |
| 1912        | 1932 (démission)     | Pierre Veillard     |           |                                                                                     |
| mars 1932   | 1944                 | Jean Gabillard      |           |                                                                                     |
| 1944        | 1945                 | Joseph Lehuger      |           | Exploitant agricole                                                                 |
| 1945        | 1956                 | Albert Fourel       |           |                                                                                     |
| 1956        | mars 1959            | Lucien Allée        |           |                                                                                     |
| mars 1959   | juillet 1976 (décès) | Pierre Texier       |           | Ancien déporté                                                                      |
| 1976        | mars 1983            | Mme Jane Beusnel    | DVG       | Médecin du travail                                                                  |
| mars 1983   | mars 1989            | Henri Le Polotec    |           | Attaché à l'Insee Maire honoraire (1989)                                            |
| mars 1989   | juin 1995            | Bernard Douard      | DVG       | Professeur de mathématiques Maire honoraire (1996)                                  |
| juin 1995   | mars 2014            | Alain Poulard       | DVG       | Professeur de mathématiques Maire honoraire (2014)                                  |
| mars 2014   | 28 mai 2020          | Brigitte Le Men     | DVG       | Responsable d'agence bancaire 10e vice-présidente de Rennes Métropole (2014 → 2020) |
| 28 mai 2020 | En cours             | Laurent Prizé       | DVG       | Chargé de clientèle banque                                                          |

## Démographie
L'évolution du nombre d'habitants est connue à travers les recensements de la population effectués dans la commune depuis 1793. Pour les communes de moins de 10 000 habitants, une enquête de recensement portant sur toute la population est réalisée tous les cinq ans, les populations de référence des années intermédiaires étant quant à elles estimées par interpolation ou extrapolation. Pour la commune, le premier recensement exhaustif entrant dans le cadre du nouveau dispositif a été réalisé en 2004.
En 2022, la commune comptait 3 777 habitants, en évolution de +14,59 % par rapport à 2016 (Ille-et-Vilaine : +5,46 %, France hors Mayotte : +2,11 %).
| 1793 | 1800 | 1806 | 1821 | 1831 | 1836 | 1841 | 1846 | 1851 |
| ---- | ---- | ---- | ---- | ---- | ---- | ---- | ---- | ---- |
| 394  | 409  | 412  | 461  | 365  | 385  | 385  | 318  | 416  |

| 1856 | 1861 | 1866 | 1872 | 1876 | 1881 | 1886 | 1891 | 1896 |
| ---- | ---- | ---- | ---- | ---- | ---- | ---- | ---- | ---- |
| 437  | 441  | 437  | 449  | 439  | 426  | 447  | 436  | 428  |

| 1901 | 1906 | 1911 | 1921 | 1926 | 1931 | 1936 | 1946 | 1954 |
| ---- | ---- | ---- | ---- | ---- | ---- | ---- | ---- | ---- |
| 383  | 383  | 387  | 389  | 370  | 386  | 375  | 454  | 460  |

| 1962 | 1968 | 1975  | 1982  | 1990  | 1999  | 2004  | 2006  | 2009  |
| ---- | ---- | ----- | ----- | ----- | ----- | ----- | ----- | ----- |
| 453  | 600  | 1 099 | 1 978 | 2 402 | 2 758 | 2 965 | 3 074 | 3 039 |

| 2014  | 2019  | 2022  | - | - | - | - | - | - |
| ----- | ----- | ----- | - | - | - | - | - | - |
| 3 267 | 3 515 | 3 777 | - | - | - | - | - | - |

## Activités et manifestations
Salon de l'aquarelle, festival de peinture emblématique du village depuis 1996.

## Personnalités liées à la commune
- Michel Gérard (1737 - 1815 à Montgermont), cultivateur, député du Tiers état aux États généraux de 1789, connu sous le nom de Père Gérard. Il devint célèbre par ses manières, son costume et le ton direct de ses interventions.